# Alain Saury
Pour les articles homonymes, voir Saury.
Alain Saury est un acteur et écrivain français d'origine catalane et brésilienne, né à Soisy-sous-Montmorency, France, le 7 mars 1932 et mort le 18 avril 1991 à Coaraze, France. Il fut également poète, naturopathe, fondateur de l'association « Les mains vertes », organisateur du congrès « Santé et nature » en 1977 à Nice et auteur de nombreux ouvrages sur les bienfaits des plantes et du jeûne (Éditions Maloine, Dangles, Tchou etc).
Dans les années 1970 le beau et viril Alain Saury joue les rôles principaux dans des films pornographiques dont trois réalisés par Serge Korber, Hurlements de plaisir, L'essayeuse et Pornotissimo, et dans deux autres réalisés par Claude Pierson : La fille à la fourrure (I Porno Zombie) et Femmes impudiques.
Il est l'époux de l'actrice, chanteuse, compositrice et poétesse française Béatrice Arnac et le père de Bianca Saury. A titre anecdotique, sa fille joue le rôle de la petite Marie Martin dans le film "Dernier domicile connu", le père (joué par Philippe March) étant recherché par un trio de truands (Michel Constantin, Jean Sobieski et la troisième comparse, joué par sa maman Béatrice).

## Publications
- Manuel diététique des fruits et légumes (éd. Dangles), préface du docteur Kalmar
- Les Huiles végétales d'alimentation (éd. Dangles)
- Des fleurs pour vous guérir (éd. Dangles), préface du docteur Jacques Pezé
- Régénération par le jeûne (éd. Dangles), préface du docteur Kalmar
- Le Manuel de la vie sauvage (éd. Dangles)
- Les plantes fumables (éd. Maloine), préface du docteur Kalmar
- Douze fruits et légumes fondamentaux, avec le docteur Donadieu (éd. Maloine)
- Les Mains vertes : manuel de cuisine biologique (éd. Le Courrier du livre), préface de René Dumont
- Se nourrir de... rien, ou Les Végétaux sauvages nutritifs (éd. Maloine), préface du docteur Jean Valnet
- Se nourrir, se guérir aux plantes sauvages (éd. Tchou), en collaboration avec Bianca Saury, préface d'Albert Delaval
- Se nourrir au bord des chemins (éd. Vie & Action), préface du docteur Kalmar, postface du Guy Tarade
- Le Miel et la Cire, poèmes avec 10 lettres et 10 dessins inédits de Jean Cocteau et une préface de Jean Marais (éd. Michel de l'Ormerai)
- Cinquante végétaux sauvages nutritifs (éd. J. Grancher), , préface de J.-C. de Tymowski
- Les Combats élémentaires, recueil de nouvelles
- Les Plantes mellifères, l'abeille et ses produits, postface du docteur Yves Donadieu (éd. Lechevalier)
- Le Cimetière des lapins, western
- Les Sorties de l'auberge, roman policier
- Je me soigne avec les plantes (éd. Robert Morel)
- Les algues, source de vie (éd. Dangles)
- Le Manuel des aphrodisiaques (éd. Chiron)
- Poésie, avec les dessins inédits de Ray Bret-Koch
- L'Électeur, avec les dessins de Jean Cocteau
- Anthologie de la pensée éternelle

## Cassettes et CD audio
- Béatrice Arnac chante Alain Saury.
- Le Tao Té King de Lao-Tseu, avec B. Arnac, M. Auclair, J. Laurent.
- Le Sermon sur la montagne de saint Matthieu.
- L'Ecclésiaste.
- Écrits et dits de J. de la Croix, saint Jean, saint Paul, etc.
- Le Chat.

## Filmographie

### Cinéma
- 1955 : Si Paris nous était conté de Sacha Guitry : Arsène (non crédité
- 1956 : Marie-Antoinette reine de France de Jean Delannoy : un ami de Fersen (non crédité)
- 1957 : Méfiez-vous fillettes d'Yves Allégret : Léo Dumont
- 1958 : Agent secret S.Z. (Carve her Name with Pride, G-B) de Lewis Gilbert : Étienne Szabo
- 1958 : Les Tricheurs de Marcel Carné : non crédité
- 1958 : Les Racines du ciel (The Roots of Heaven, USA) de John Huston : A.D.C.
- 1959 : Le Vent se lève d'Yves Ciampi : Michel Mougin
- 1959 : Pêcheur d'Islande de Pierre Schoendoerffer : Le curé
- 1959 : Katia (Une jeune fille, un seul amour) de Robert Siodmak : Soloviev
- 1959 : Marie des Isles de Georges Combret : Jacques du Parquet
- 1960 : Cités du soleil de Jean-Claude See (court-métrage)
- 1961 : Le Grand Risque (The Big Gamble, USA) de Richard Fleischer: Lieutenant François
- 1961 : Le Capitaine Fracasse de Pierre Gaspard-Huit : Agostin
- 1963 : Fort du fou de Léo Joannon : Le lieutenant Veyrac
- 1964 : Le Récit de Rebecca court métrage de Paul Vecchiali
- 1964 : Et vint le jour de la vengeance (Behold a Pale Horse, USA) de Fred Zinnemann : Lt Sanchez
- 1965 : Le Coup de grâce de Jean Cayrol et Claude Durand : Miguel
- 1965 : Aventure à Beyrouth (La dama de Beirut, Espagne, Mexique) de Ladislas Vajda : Xandro Lakaris, el griego
- 1966 : Ils sont nus de Claude Pierson : L’étranger
- 1967 : Le Vicomte règle ses comptes de Maurice Cloche : Vincento
- 1968 : Le tueur aime les bonbons (Un killer per sua maestà, Italie) de Federico Chentrens (pseudo : Richard Owens) et Maurice Cloche : Le général
- 1968 : Mayerling de Terence Young : Baltazzi
- 1973 : Mais toi, tu es Pierre de Maurice Cloche
- 1973 : Les Garces d'Eddy Matalon (pseudo : Jack Angel) : Pierre Richard
- 1974 : La Kermesse érotique de Raoul André (pseudo : Jean Le Vitte) : Hidalgo
- 1975 : La Chatte sans pudeur d'Eddy Matalon (pseudo : Jack Angel) : Georges
- 1975 : Tamara ou comment j'ai enterré ma vie de jeune fille de Michel Berkowitch
- 1975 : Femmes impudiques de Claude Pierson (pseudo Andrée Marchand) : Luc
- 1975 : J'ai droit au plaisir de Claude Pierson (pseudo Andrée Marchand) : le beau-père
- 1975 : Les Demoiselles à péage / Panthéra ou les Têtes à queues de Richard Balducci (pseudo Bruno Baldwyn) : Noël Cavalcanti
- 1976 : Hurlements de plaisir / Les Fiandises musclées de Serge Korber (pseudo John Thomas) : Dr Berger
- 1976 : L'Essayeuse / Love play de Serge Korber (pseudo John Thomas) : Étienne
- 1976 : La Fille à la fourrure / Le Délire des sens de Claude Pierson
- 1977 : Stella d'Alain Nauroy (pseudo Lino Ayranu) : François
- 1977 : Pornotissimo de Serge Korber (pseudo John Thomas)
- 1978 :  La Fille à la fourrure / Le Délire des sens / Fornicating Aliens de Claude Pierson
- 1985 : Tendre adolescente de Claude Pierson (pseudo Andrée Marchand) : le beau-père (sous le pseudo d’Alex Sautet)

### Télévision
- 1958 : La logeuse, téléfilm de Jean-Christophe Averty  d’après Dostoïevsky : Ordynov
- 1958 : La caméra explore le temps, série télé, épisode La mort de Marie-Antoinette par Stellio Lorenzi : Hérault de Sèchelles
- 1959 : Cristobal de Lugo, téléfilm de Jean-Claude Carrière :  Christobal de Lugo
- 1963 : Une Aventure de Jean Bart, téléfilm de Michel Ayats : Jean Bart
- 1967 : L'Invention de Morel de Claude-Jean Bonnardot
- 1973 : Du plomb dans la tête, mini série télé de Roger Dallier: Henri Levasseur
- 1974 : Le charivari de Janjoie, mini série télé de Maurice Cloche : Le lieutenant
- 1975 : Les Mohicans de Paris, série télé, épisode 2 saison 2 de Bernard Borderie

### Réalisateur - scénariste
- 1963 : Steilein, court-métrage, Michel Simon, récitant
- 1964 : La Journée de Pernette, court-métrage, avec Béatrice Arnac
- 1965 : Ecce homo (court-métrage) (court-métrage), documentaire avec Michel Simon, narrateur
- 1965 : Au pied de l'arbre (court-métrage), documentaire

## Théâtre
- 1956 - Les Bas-fonds de Maxime Gorki  mise en scène Sacha Pitoëff, Théâtre de l’Œuvre : Vaska Pepel
- 1957 - La Guerre du sucre de Robert Collon, mise en scène Yves Allégret, Théâtre des Bouffes Parisiens : Lieutenat Brahinzino
- 1960 - Christobal de Lugo de Loys Masson, mise en scène Bernard Jenny, Théâtre du Vieux Colombier : Christobal de Lugo
- 1962 - Trois fois le jour de Claude Spaak, mise en scène Daniel Leveugle, Théâtre de l’Athénée : John